# Visbylinserna

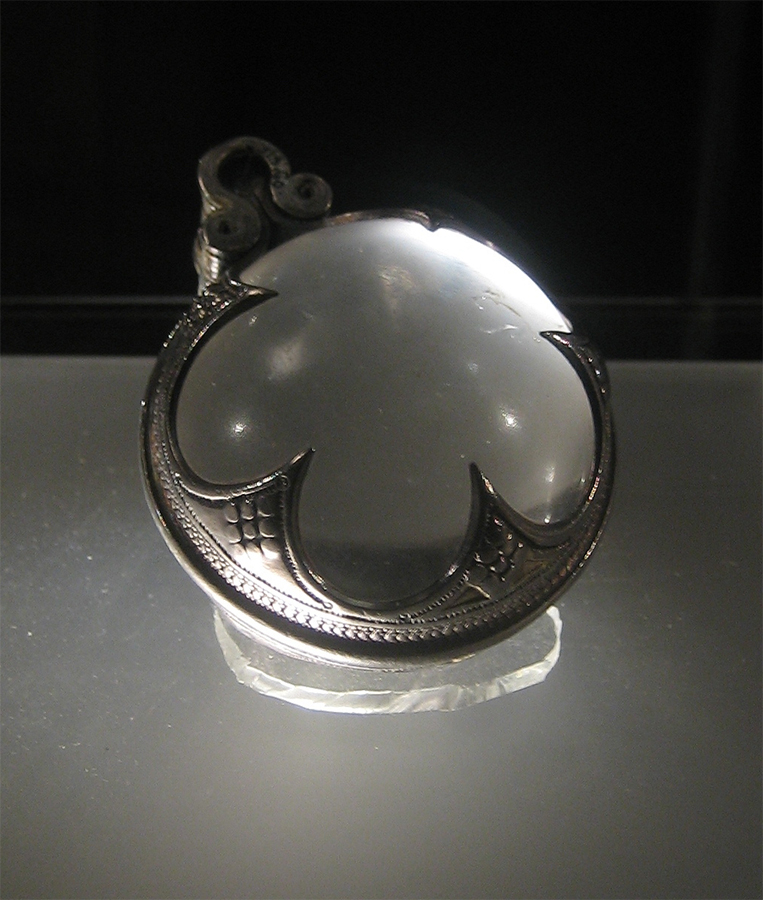
En av Visbylinserna.

Visbylinserna är linser av bergkristall som hittades som en del av en vikingatida skatt på Gotland vilken nedlades omkring 1050. Några av linserna var silverinfattade och verkar ha burits som smycken men andra verkar inte ha varit infattade på det sättet. De kan ha använts som förstoringsglas, lässtenar eller som brännglas.
Denna typ är om inte vanlig så ett tämligen utmärkande smyckeform för gotländsk järnålder. Gotlands fornsal har 21 bergkristallinser i sina samlingar. Fram till att Mårten Stenberger 1931 grävde fram en liten lins av bergkristall i Eketorps borg ansågs alla svenska kristallinser stamma från Gotland. Under 1964 grävdes ytterligare en serie av kristallinser ut vid Eketorps borg, och idag finns 17 linser och ett linsfragment beskrivna därifrån. Från och med 1988 har ett flertal kristallinser även påträffat på svenska fastlandet, och från Sigtuna känner man nu till 14 linser. Förutom de många svenska linserna känner man till sju från Finland, en i Estland, sex i Lettland en i Litauen och ett flertal från Danmark.
Då linstypen inte alls förekommer i Norge är det inte troligt att norska eller grönländska bergkristallfyndigheter är källan, utan att de kommer från sydöstra östersjöområdet. 
Linserna har undersökts vid Hochschule Aalen i Tyskland och Kungliga Tekniska Högskolan i Stockholm med avseende på bland annat optisk kvalitet och förstoringsgrad. Linserna visade sig ha mycket stor brytkraft. De var asfäriskt slipade på ett sådant sätt att bildkvaliteten blev anmärkningsvärt mycket högre än med en sfärisk slipning. Linserna har en diameter på 50 mm, en brännvidd mellan 22 och 35 mm, och en upplösning på 25 till 30 mikrometer.
På den tiden då linserna tillverkades fanns det inte någon utvecklad matematisk teori för att optimera bildkvaliteten, varför det verkar som om hantverket att framställa linser, redan då byggde på en lång tradition av försök och misslyckanden. 